# Bunodophoron ramuliferum
Bunodophoron ramuliferum är en lavart som först beskrevs av I. M. Lamb, och fick sitt nu gällande namn av Wedin. Bunodophoron ramuliferum ingår i släktet Bunodophoron och familjen Sphaerophoraceae.   Inga underarter finns listade i Catalogue of Life.